# Kelly Slater
Robert Kelly Slater (ur. 11 lutego 1972 w Cocoa Beach) – amerykański najbardziej utytułowany profesjonalny surfer. Nazywany także Slats, Hell Raiser, K-Fin i The Michael Jordan of Surfing.

## Życiorys

### Wczesne lata
Urodził się w Cocoa Beach na Florydzie jako syn Judy (z domu Moriarity) i Stephena Slatera, właściciela sklepu z przynętami. Ma pochodzenie syryjskie (od pradziadka) i irlandzkie. Wychowywał się ze starszym bratem Seanem i młodszym - Stephenem.

### Kariera
Swój pierwszy turniej surfingowy Body Glove Surf Bout III wygrał w roku 1990. A gdy w 1992, w wieku 20 lat, zdobył pierwszy tytuł, był najmłodszym Mistrzem Świata w historii surfingu.
Zdobył 11 tytułów Mistrza Świata ASP (1992, 1994, 1995, 1996, 1997, 1998, 2005, 2006, 2008, 2010, 2011), w tym 5 kolejnych tytułów od 1994 do 1998, wygrał 45 elitarnych zawodów Pucharu Świata, wywalczył dwukrotnie złote medale na ESPN X Games, 14 razy był uhonorowany Surfer Poll Awards, i wielokrotnie zyskał tytuł Sportowca Roku. 
Slater brał także udział w telewizyjnych, filmowych i muzycznych projektach. Od roku 1990 sponsorowany przez markę Quiksilver, jako zawodnik i konsultant w kwestiach designu i parametrów technicznych sygnowanych przez siebie linii boardshortów oraz pianek, był bohaterem filmów dokumentalnych Quiksilvera Letting Go (2005), Cloud 9 (2006) i A Fly in the Champagne (2009).  
Przez jeden sezon w serialu Słoneczny patrol (Baywatch, 1992-93) zagrał postać Jimmy'ego Slade'a. W dokumentalnym filmie przygodowym W pogoni za latem 2 (The Endless Summer 2, 1994) pojawił się jako surfingowiec. Wraz ze swoim zespołem The Surfers wydał album Songs from the Pipe (1998). Jako autor piosenek i gitarzysta, występował na scenie muzykami takimi jak Ben Harper, Jack Johnson i wokalista zespołu Pearl Jam - Eddie Vedder. W komedii kryminalnej O czym marzą faceci (One Night at McCool's, 2001) u boku Matta Dillona, Michaela Douglasa i Liv Tyler zagrał niewielką rolę właściciela Jeepa. 
17 września 2002 ukazała się gra Kelly Slater's Pro Surfer. Slater pojawił się również w grze Tony Hawk's Pro Skater 3 (2002).
W 2003 wydana została autobiografia Pipe Dreams: A Surfer's Journey, która biła rekordy popularności i została przetłumaczona na sześć języków. 

W 2004 został uznany przez magazyn „People” za jednego z 50. najpiękniejszych ludzi na świecie.

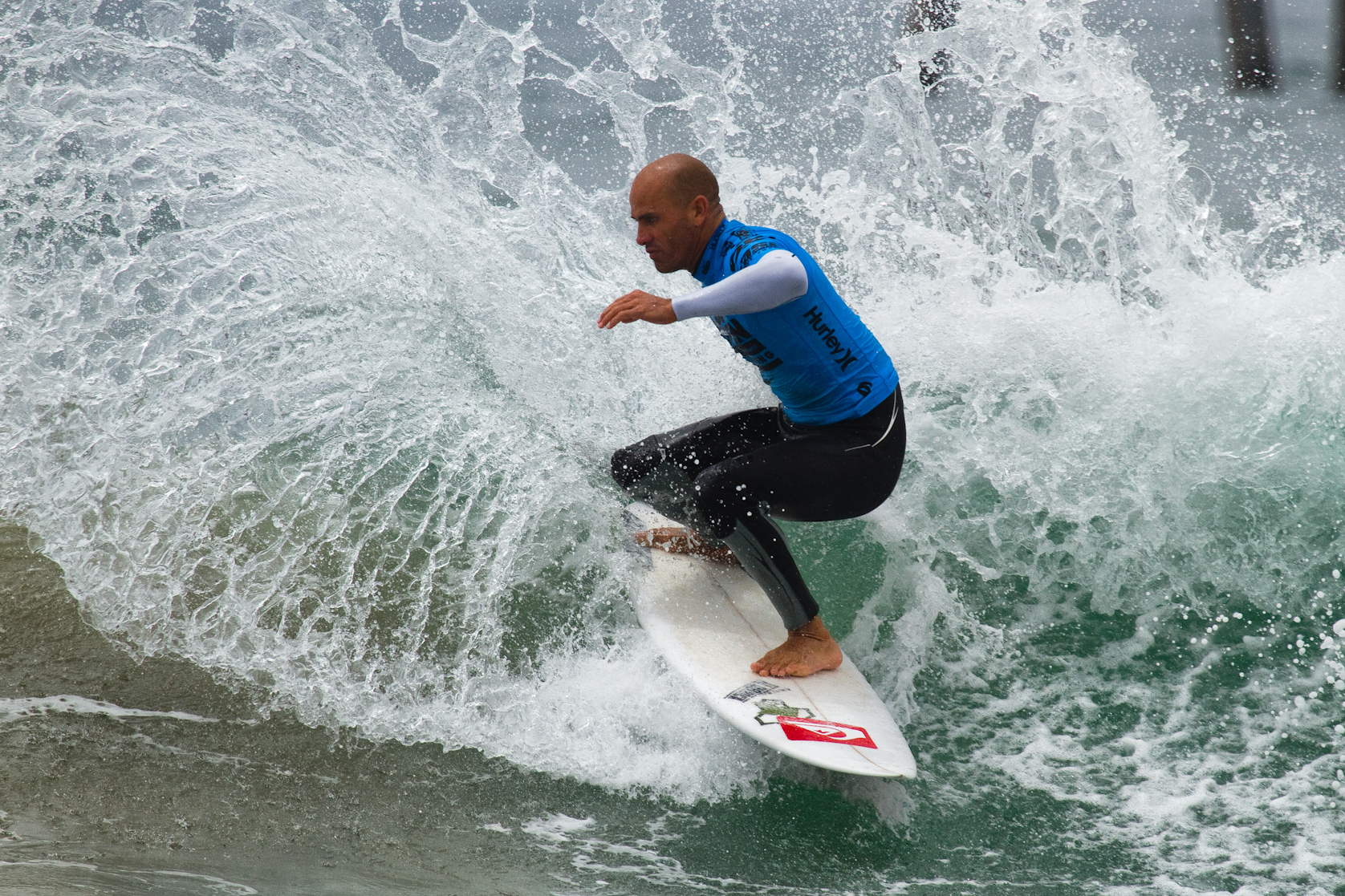
Kelly Slater na zawodach US Open of Surfing w Huntington Beach (2011)

Współpracował z MTV przy realizacji programu The Kelly Slater Celebrity Surf Invitational (2006). Użył swojego głosu w animowanej filmowej produkcji Sony Pictures Na fali (Surf’s Up, 2007). Był producentem i wykonawcą filmu edukacyjnego o ekosystemach oceanu i falach The Ultimate Wave Tahiti (2010). 
Był kaskaderem w komedii kryminalnej Wielki skok (The Big Bounce, 2004) z udziałem Owena Wilsona, Morgana Freemana i Charliego Sheena. Wystąpił również w wielu dokumentalnych filmach o surfingu, m.in.: Bra Boys (2007) z Russellem Crowe jako narratorem, Waveriders (2008) z Cillianem Murphym jako narratorem i Po prostu serfuj (Keep Surfing, 2009), oraz programie Króliczki Playboya (2008). Współpracował też z Channel Islands Surfboards, gdzie swoim nazwiskiem reklamował serię desek surfingowych. Był także twarzą globalnych kampanii reklamowych takich firm jak Apple Inc., L’Oréal, Mercedes-Benz, Pentax, Telecom Italia Mobile czy Versace. W lutym 2011 znalazł się na okładce „GQ”.

## Życie prywatne
Jego drugą pasja poza surfingiem stał się golf. Spotykał się z aktorką Pamelą Anderson (1998-2000), modelką Gisele Bundchen (2005-2006) i aktorką Cameron Diaz (2007). Z nieformalnego związku ma córkę Taylor, która mieszka na Florydzie ze swoją matką.

## Kariera
- Zwycięstwa: 56
- Tytuły mistrza świata: 11 (1992, 1994, 1995, 1996, 1997, 1998, 2005, 2006, 2008, 2010, 2011)

2012
- Quiksilver Pro
- Hurley Pro
- Volcom Fiji Pro

2011
- Hurley Pro
- Billabong Pro
- Nike Pro
- Quiksilver Pro

2010
- Rip Curl
- Rip Curl
- Hurley Pro
- Rip Curl Pro

2009
- Hang Loose Santa Catarina

2008
- Billabong Pipeline Masters
- Boost Mobile Pro
- Billabong Pro Jeffreys Bay
- Globe Pro Fiji
- Rip Curl Pro
- Quiksilver Pro

2007
- Boost Mobile Pro

2006
- Quiksilver Pro
- Rip Curl Pro

2005
- Billabong Pro
- The Globe WCT
- Billabong Pro
- The Boost Mobile Pro

2004
- Snickers Australian Open
- Energy Australia Open

2003
- Billabong Pro
- Billabong Pro
- Billabong Pro
- Nova Schin Festival

2002
- The Quiksilver in Memory of Eddie Aikau

2000
- Gotcha Tahiti Pro presented by Globe

1999
- Mountain Dew Pipe Masters

1998
- Billabong Pro
- G-Shock Triple Crown of Surfing

1997
- Coke Surf Classic
- Billabong Pro
- Tokushima Pro
- Marui Pro
- Kaiser Summer Surf WCT
- Grand Slam
- Typhoon Lagoon Surf Challenge

1996
- Coke Surf Classic
- Rip Curl Pro Saint Leu
- CSI pres. Billabong Pro
- U.S. Open
- Rip Curl Pro Hossegor
- Quiksilver Surfmasters
- Chiemsee Pipe Masters
- Sud Ouest Trophee
- Da Hui Backdoor Shootout

1995
- Quiksilver Pro
- Chiemsee Pipe Masters
- Triple Crown of Surfing

1994
- Rip Curl Pro]
- Gotcha Lacanau Pro
- Chiemsee Pipe Masters
- The Bud Surf Tour
- The Bud Surf Tour
- Sud Ouest Trophee

1993
- Marui Pro

1992
- Rip Curl Pro Landes
- Marui Masters